# Gare de Tafaroua
La gare de Tafaroua, est une ancienne gare ferroviaire algérienne située dans la commune de Sidi Ahmed, dans la wilaya de Saïda.

## Situation ferroviaire
Établie à une altitude de 1 170,350 m, la gare est située au point kilométrique (PK) 243,400 de la ligne d'Oran à Kenadsa, où elle est précédée de l'ancienne gare de Bourached et suivie de l'ancienne gare de Khralfallah.

## Histoire
La gare est mise en service le 1er juin 1881 lors de l'ouverture de la section de Saïda à Khralfallah de l'ancienne ligne à voie étroite de 1 055 mm d'Oran à Kenadsa, où elle était précédée de la gare de Bourached et suivie de la gare de Khralfallah,,.